# Бордетеллы
Бордетеллы (лат. Bordetella) — род бактерий из семейства Alcaligenaceae.
Род объединяет мелкие грамотрицательные неподвижные коккобациллы, растущие на среде Борде-Жангу и на казеиново-угольном агаре. Аэробы, спор не образуют, биохимически малоактивны. Возбудители коклюша и коклюшеподобных заболеваний у человека.
Род назван в честь бельгийского иммунолога и бактериолога Жюля Борде (1870—1961).

## Классификация
На апрель 2021 года в род включают 15 видов:
- Bordetella avium Kersters et al. 1984
- Bordetella bronchialis Vandamme et al. 2015
- Bordetella bronchiseptica (Ferry 1912) Moreno-López 1952
- Bordetella flabilis Vandamme et al. 2015
- Bordetella hinzii Vandamme et al. 1995
- Bordetella holmesii Weyant et al. 1995
- Bordetella muralis Tazato et al. 2015
- Bordetella parapertussis (Eldering and Kendrick 1938) Moreno-López 1952
- Bordetella pertussis (Bergey et al. 1923) Moreno-López 1952typus
- Bordetella petrii Von Wintzingerode et al. 2001
- Bordetella pseudohinzii Ivanov et al. 2016
- Bordetella sputigena Vandamme et al. 2015
- Bordetella trematum Vandamme et al. 1996
- Bordetella tumbae Tazato et al. 2015
- Bordetella tumulicola Tazato et al. 2015